# Theroscopus nigriceps
Theroscopus nigriceps är en stekelart som först beskrevs av William Harris Ashmead 1890.  Theroscopus nigriceps ingår i släktet Theroscopus och familjen brokparasitsteklar. Inga underarter finns listade i Catalogue of Life.